# هيئة تنمية البحث والتطوير والابتكار
هيئة تنمية البحث والتطوير والابتكار هي هيئة حكومية سعودية، تأسست بقرار مجلس الوزراء السعودي في 2 يونيو 2021م /21 شوال 1442هـ، وتتمتع الهيئة بشخصيتها الاعتبارية والاستقلال المالي والإداري، وترتبط تنظيميًا برئيس مجلس الوزراء.

## أعضاء مجلس الإدارة[5]
| الاسم                      | المنصب                                          |
| -------------------------- | ----------------------------------------------- |
| المهندس/ عبدالله السواحه   | رئيس مجلس الإدارة                               |
| الدكتور/ محمد السديري      | ممثل وزارة التعليم                              |
| الدكتور/ عصام الوقيت       | ممثل الهيئة السعودية للبيانات والذكاء الاصطناعي |
| الدكتور/ سعد القصبي        | ممثل الهيئة العامة للمنشآت الصغيرة والمتوسطة    |
| الأستاذ/ عبدالرحمن السماري | ممثل هيئة المحتوى والمشتريات الحكومية           |
| المهندس/ خليل بن سلمه      | ممثل المركز الوطني للتنمية الصناعية             |
| الأستاذ/ أحمد الخويطر      | ممثل القطاع الخاص                               |
| البروفيسورة/ جاكي ينغ      | ممثل القطاع الخاص                               |
| الدكتور/ محمود خان         | ممثل القطاع الخاص                               |
| البروفيسور/ عمر ياغي       | ممثل قطاع البحث العلمي والمؤسسات الجامعية       |
| البروفيسور/ سعيد الزهراني  | ممثل قطاع البحث العلمي والمؤسسات الجامعية       |